# Congriscus
Congriscus – rodzaj ryb promieniopłetwych z podrodziny Congrinae w obrębie rodziny kongerowatych (Congridae).

## Rozmieszczenie geograficzne
Do rodzaju należą gatunki występujące w wodach Oceanu Spokojnego i Oceanu Indyjskiego.

## Morfologia
Długość ciała do 40 cm; brak danych dotyczących masy ciała.

## Systematyka
Rodzaj zdefiniowała w 1925 roku para amerykańskich ichtiologów, David Starr Jordan i Carl Leavitt Hubbs, w artykule poświęconym opisowi ryb pozyskanych przez Jordana w Japonii w 1922 roku, opublikowanym w czasopiśmie Memoirs of the Carnegie Museum. Gatunkiem typowym jest (oryginalne oznaczenie (również monotypowe)) C. megastoma.

### Etymologia
- Congriscus: rodzaj Conger Bosc, 1817; łac. przyrostek zdrabniający -iscus[5].
- Thalassenchelys: gr. θαλασσα thalassa ‘morze’[6]; εγχελυς enkhelus ‘węgorz’[7]. Gatunek typowy (oryginalne oznaczenie (również monotypowe)): Thalassenchelys foliaceus Castle & Raju, 1975 (= Conger maldivensis Norman, 1939).

### Podział systematyczny
Do rodzaju należą następujące gatunki:
- Congriscus maldivensis (Norman, 1939)
- Congriscus marquesaensis Karmovskaya, 2004
- Congriscus megastoma (Günther, 1877)